# 사이쿄 점프
《그랜드 점프》(最強ジャンプ 사이쿄잔푸[*], 영어: Saikyō Jump)는 슈에이샤가 발행하는 일본의 소년 만화 잡지이다.

## 같이 보기
- V 점프
- 그랜드 점프
- 점프스퀘어
- 울트라 점프
- 주간 소년 점프